# Пятигорская канатная дорога

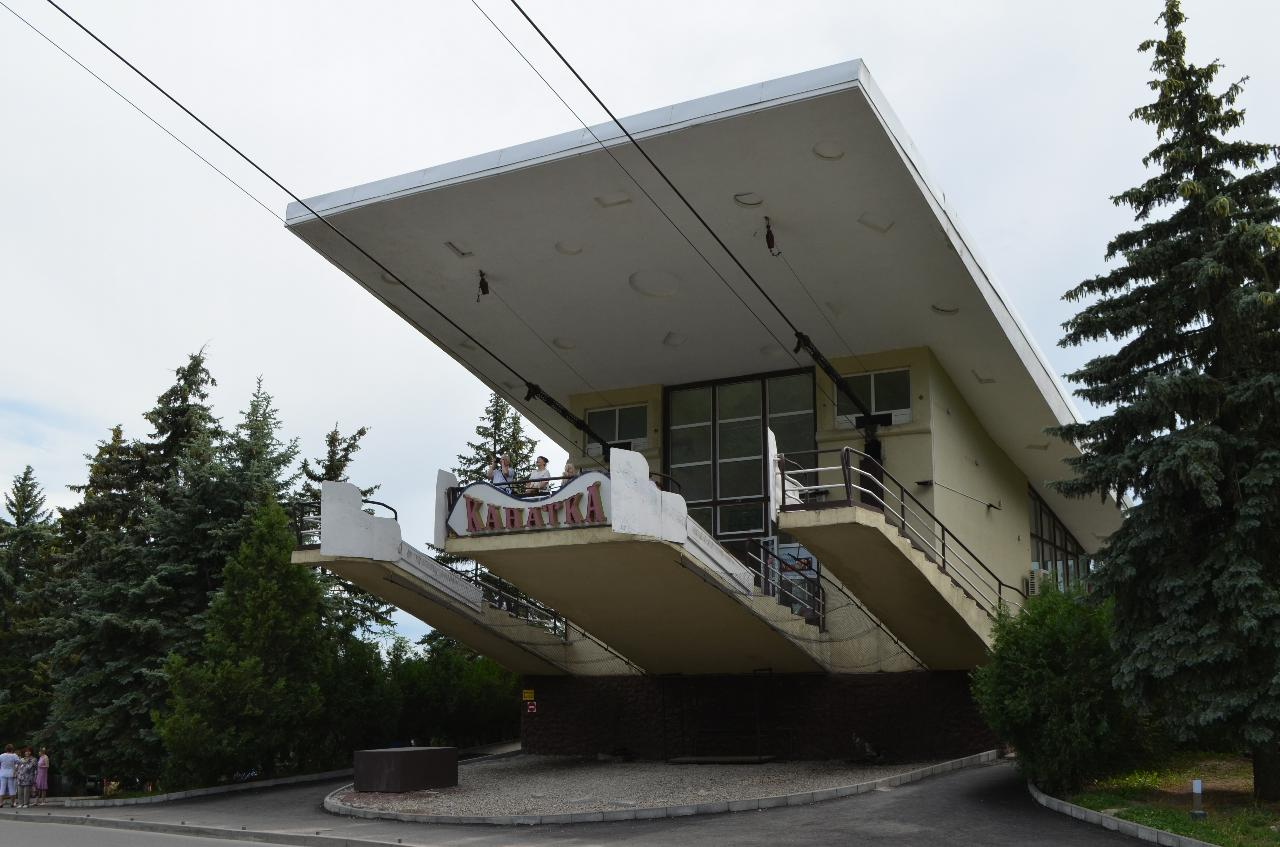
Нижняя станция канатной дороги в Пятигорске

Пятигорская канатная дорога — пассажирская маятниковая безопорная канатная дорога, ведущая на гору Машук. Находится в городе Пятигорске. Вагончики приводятся в движение тяговым канатом, который приводится в движение электрическим двигателем, расположенным на верхней канатной станции. Каждый вагон движется по своему несущему тросу. Вагончики отправляются со станций одновременно и с одинаковой скоростью. Встречаются на середине трассы. В этом и заключается принцип работы маятниковой канатной дороги.
Полная длина каждого несущего троса составляет 1100 метров.
В натянутом состоянии каждый трос (с вагончиком и пассажирами) удерживает клеть (противовес) в которой находится груз массой 42 тонны.
Каждый несущий трос обладает четырёхкратным запасом прочности. Вес погонного метра несущего каната равняется 13 кг.

## Общее описание
Открытие канатной дороги состоялось 24 августа 1971 года.
Воздушный путь занимает 3 минуты.
Каждая из кабин вмещает по 20 пассажиров и одного проводника.

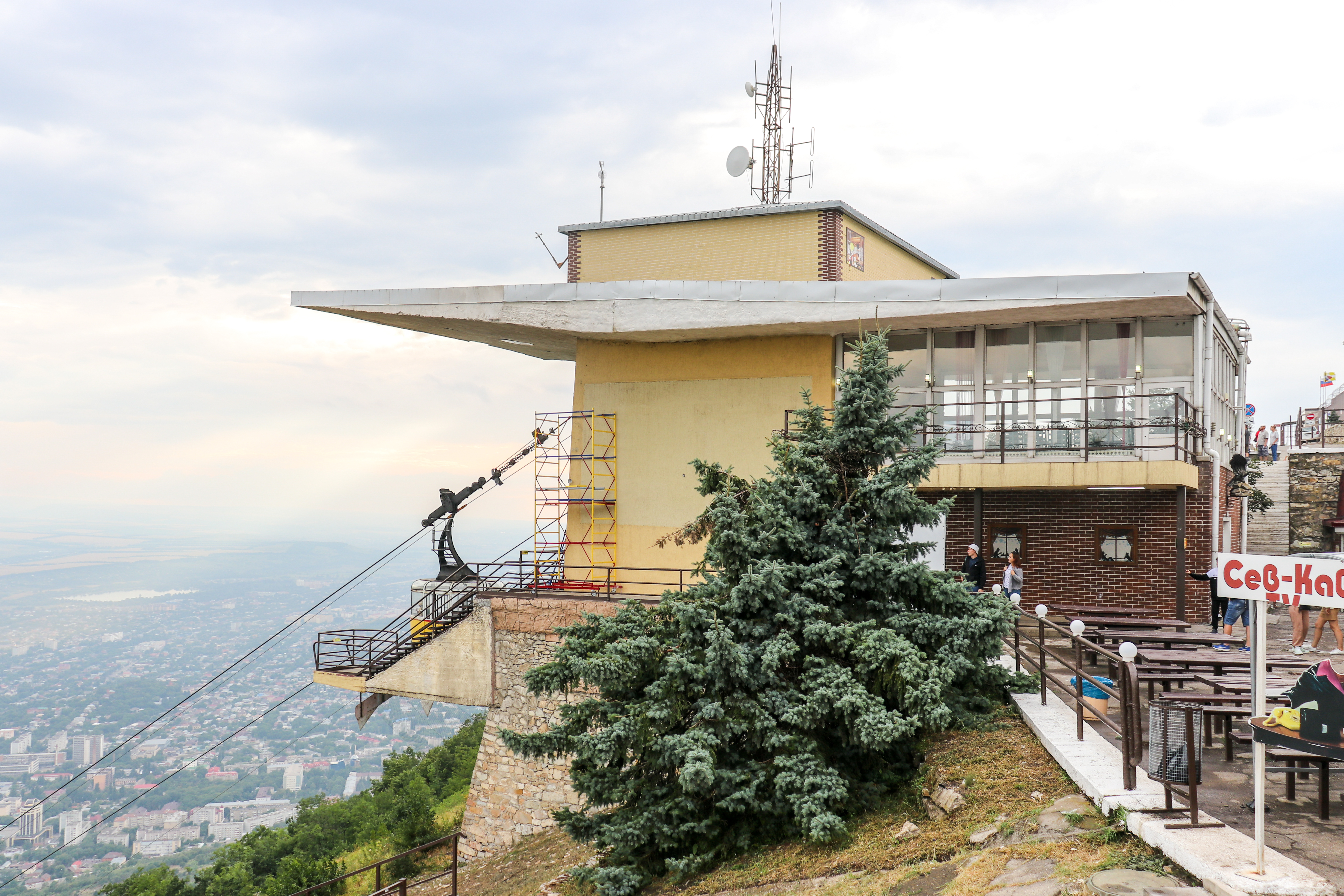
Верхняя станция канатной дороги на горе Машук

Канатная дорога работает круглый год, с 10:00 до 18:00. График работы может отличаться.
С высоты горы Машук открывается панорама предгорий Кавказа и Большого Кавказского хребта с Эльбрусом и Казбеком, а также панорама города Пятигорска и его окрестностей.
Высота горы Машук составляет 993 метра над уровнем моря. Кроме канатной дороги, на гору ведёт асфальтированная дорога.
В 2015—2016 проходил капитальный ремонт оборудования.
В числе самых романтических мест в 2019 году туристы отметили канатную дорогу на Машук в Пятигорске.